# نمل أقرن أثري
نمل أقرن أثري (الاسم العلمي:Proceratium relictum) هو نوع من النمل يتبع جنس النمل الأقرن من أسرة النملاوات القرناء.